# Orthodontium ruwenzorensis
Orthodontium ruwenzorensis là một loài Rêu trong họ Bryaceae. Loài này được (Thér. & Naveau) O'Shea mô tả khoa học đầu tiên năm 1995.